# バベット・バルドー
バベット・バルドー（Babette Bardot、1940年 - ）は、スウェーデンの女優、バーレスクダンサー。ラス・メイヤー監督の映画『カモンロー・キャビン』や『モンド・トップレス』などに出演した。

## 来歴
ラス・メイヤーの映画で注目を集めた後、夫でマネージャーのボブ・ベイカーの指導を受けバーレスクダンサーとしてアメリカツアーを開始。プラチナブロンドの髪を持つ魅惑的なルックスと「44-24-38インチ（B112-W61-H97cm）の世界で最もセンセーショナルなエキゾチック・エンターテイナー」の謳い文句で、ニューヨークのゲイエティーシアター、シカゴのタウンシアター、ダラスのコロニークラブなどに出演した。バーレスクサーキットを続けながら、その間テレビ・ラジオ番組（ワリー・フィリップス・ショー（シカゴWGN）、スティーブ・アレン・ショー、フィル・ドナヒュー・ショーなど）に頻繁にゲスト出演した。
彼女は多くの国を旅行した後、アルバータ州カルガリーのマジェスティック・イン（マクレオド・トレイルと50アベニュー・サウス）に定住した。アルバータ州のリベラルなストリップ法では舞台上でフルヌードまで脱衣することが出来たが、バベットはストリングビキニのボトムスを残したままトップスを脱ぐだけに留めた。彼女はラスベガスに出発する半年前に、カルガリー・スタンピードの期間オープンするホテルのバー「マジック・スティック」の花形スターを務め、毎晩バーを客で満杯にした。
証明はされていないが、バベットは自身がブリジット・バルドーの遠縁で、14歳の時にパブロ・ピカソのモデルを務めたと主張した。伝記作家のデイヴィッド・K・フレイジャーはブリジットとの親戚関係については否定している。ベトナム戦争中、人気と世間的悪評によりアメリカ軍の新聞「星条旗新聞」に写真が掲載された。

## フィルモグラフィー
- 『モンド・トップレス』（1966年） —  バウンシー
- 『カモンロー・キャビン』（1967年） — バベット
- 『I, Marquis de Sade』（1967年） — サドの女の1人